# Durham (oraș)
Durham ([ˈdʏrəm]) este un oraș și un district ne-metropolitan situat în Regatul Unit, reședința comitatului County Durham, regiunea North East, Anglia. Districtul are o populație de 92.200 locuitori, dintre care 42.939 locuiesc în orașul propriu zis Durham. 
Cetatea și Catedrala din Durham au fost înscrise în anul 1986 pe lista patrimoniului cultural mondial UNESCO. Universitatea este una din cele mai bine cotate din Marea Britanie, și a treia ca vechime, după Oxford și Cambridge.

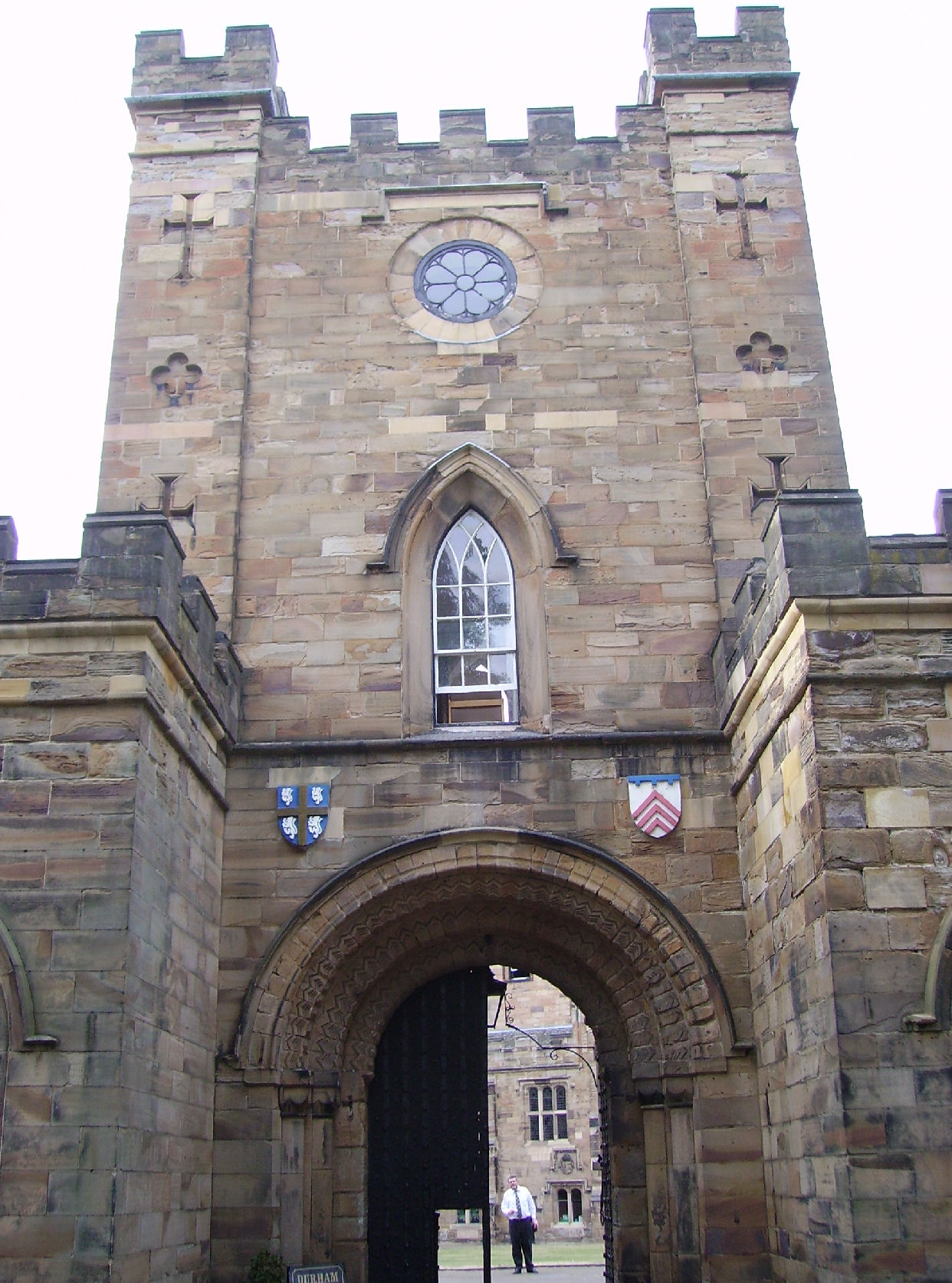
Durham - Castelul

## Orașe din cadrul districtului
- Dover
- Deal
- Sandwich
- Walmer